# Coussarea albescens
Coussarea albescens là một loài thực vật có hoa trong họ Thiến thảo. Loài này được (DC.) Müll.Arg. mô tả khoa học đầu tiên năm 1881.

## Hình ảnh

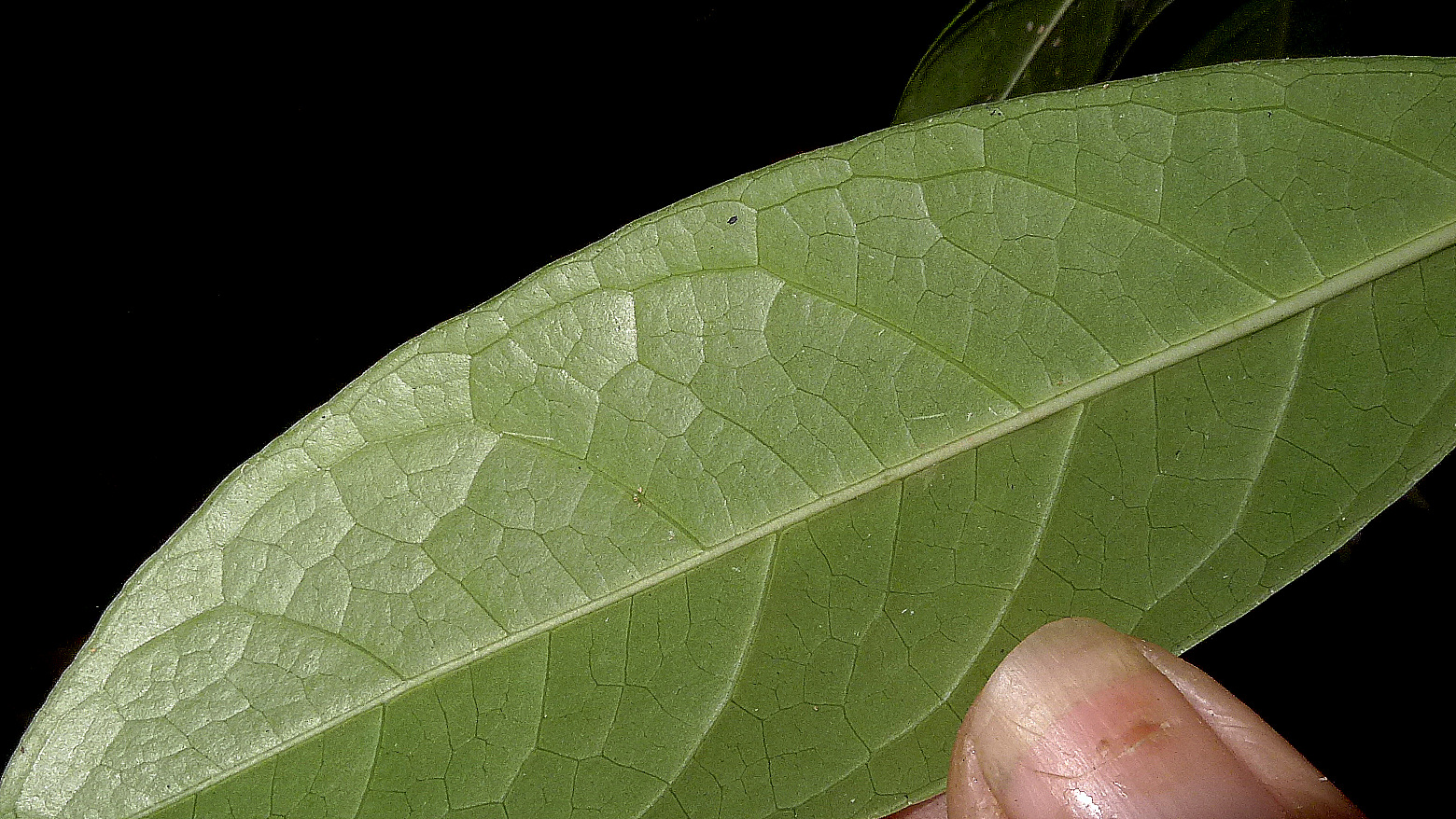
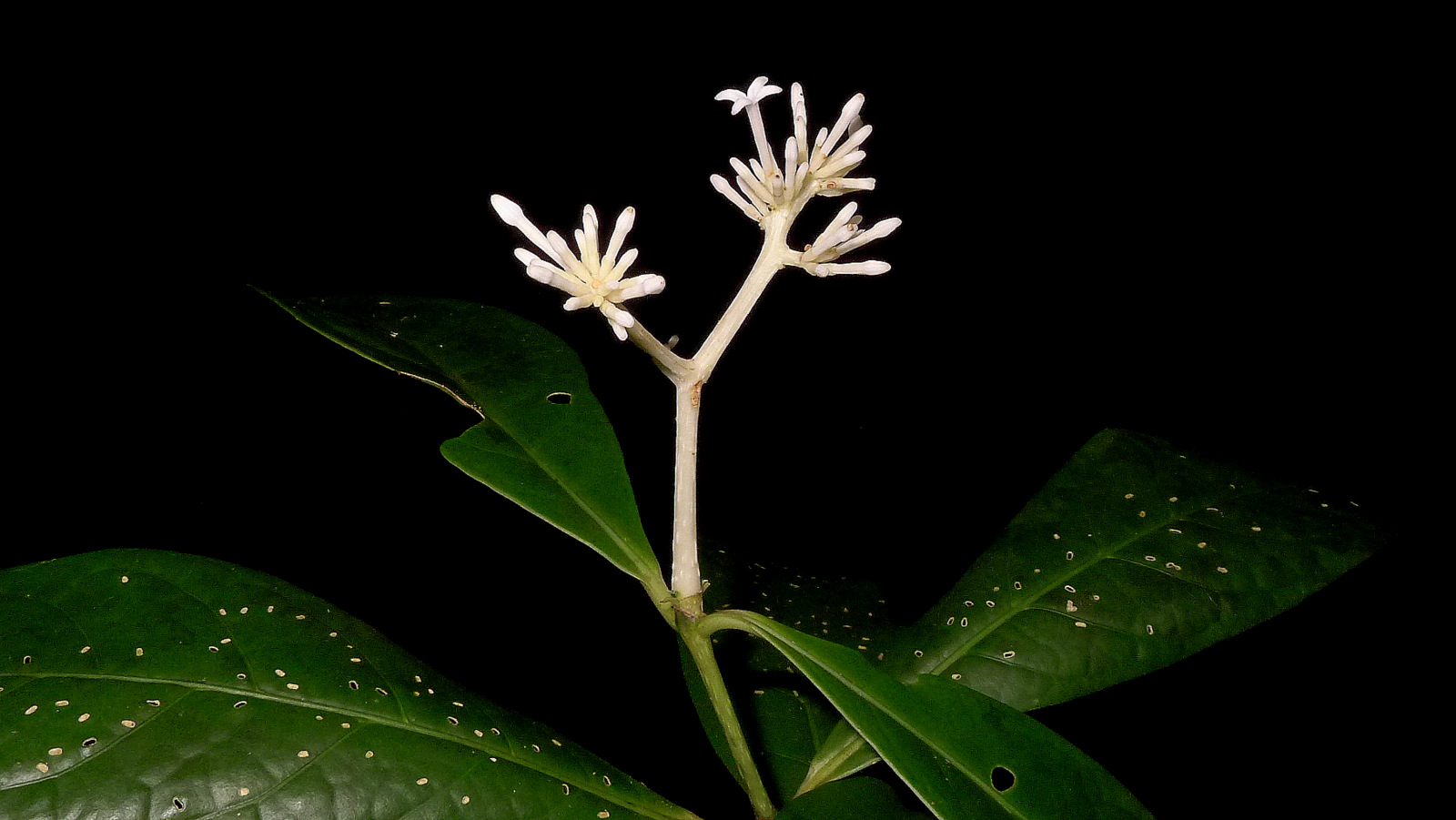
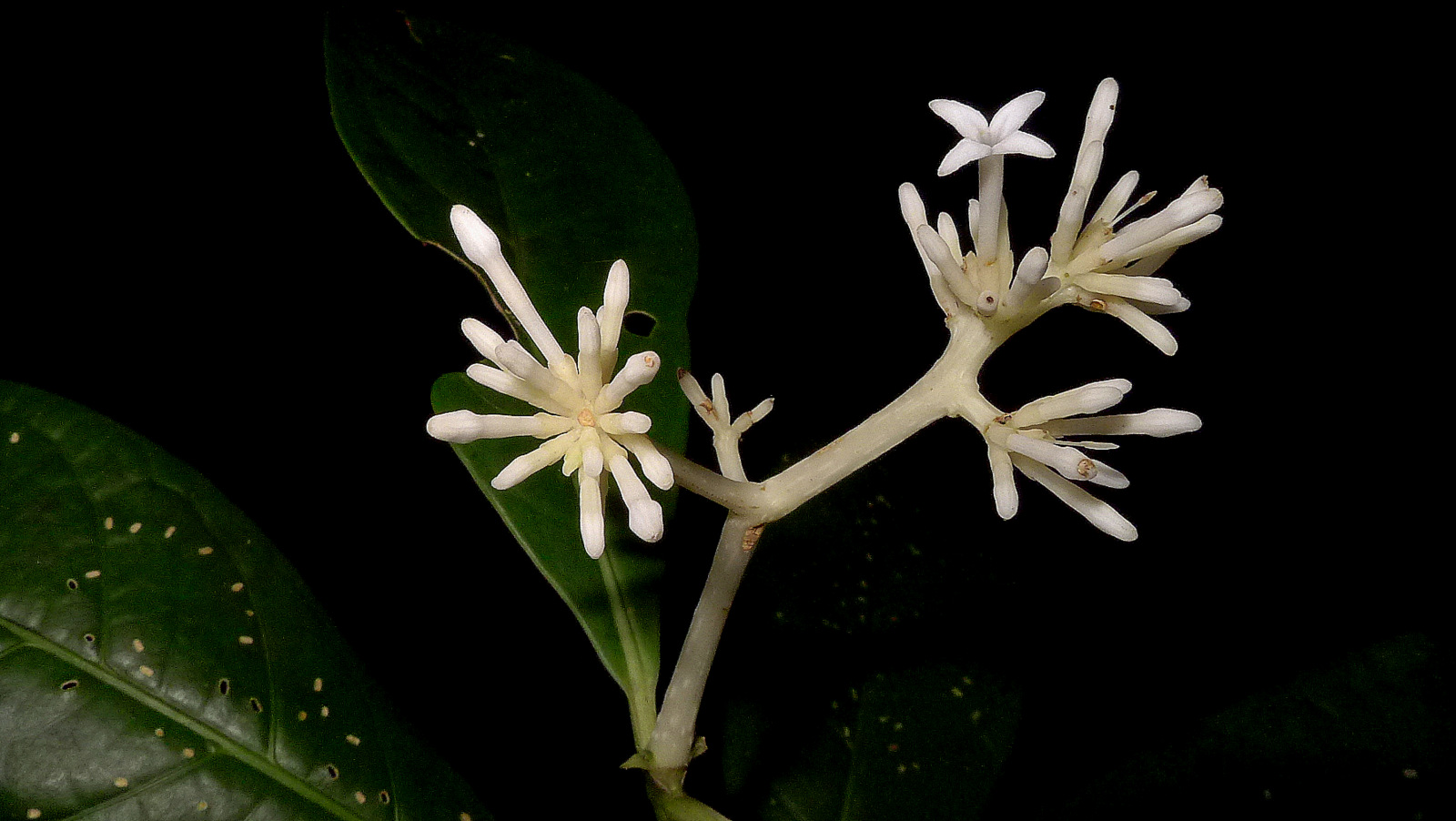
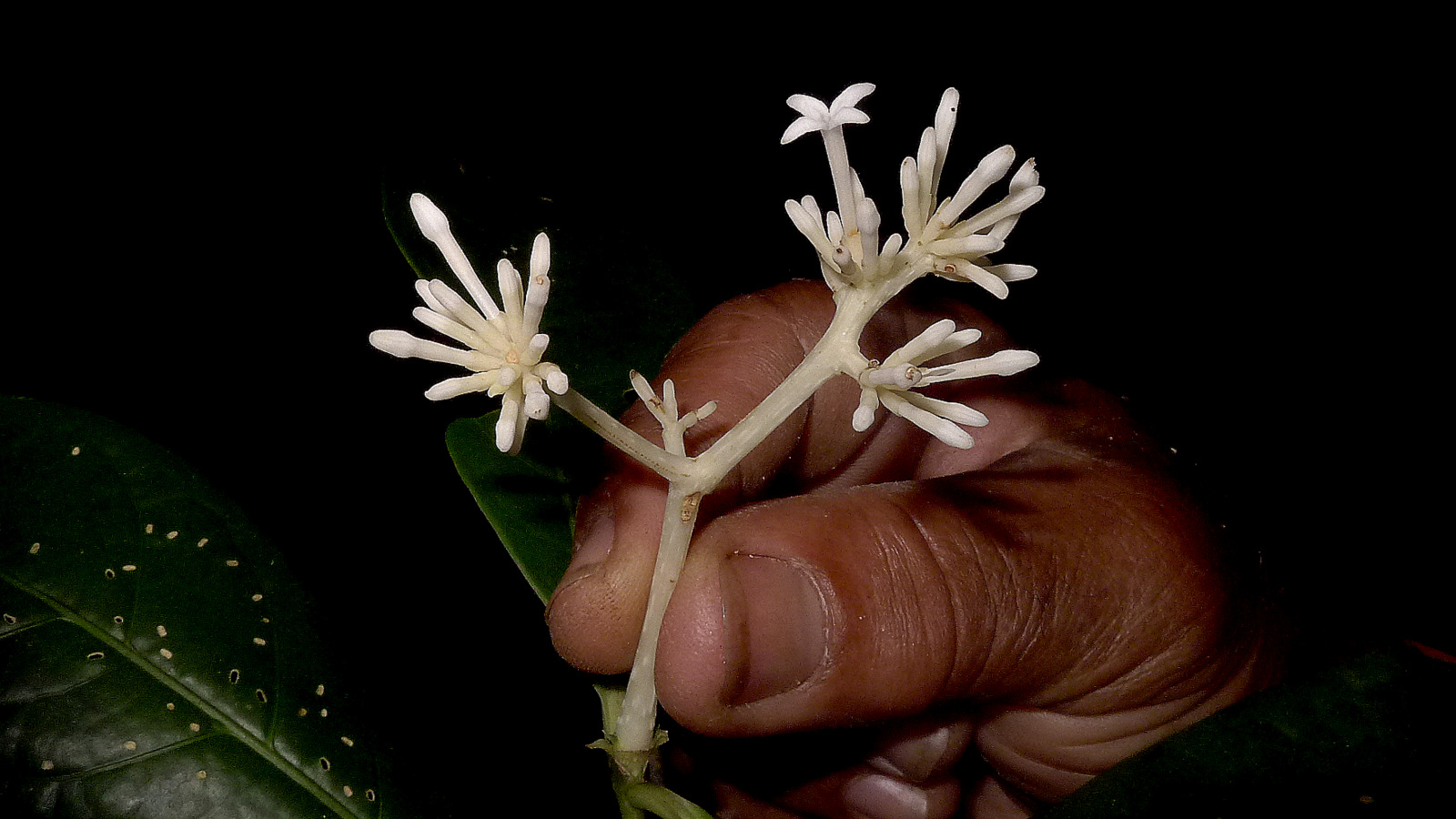